# Malm
| Systeem                              | Serie           | Etage         | Ouderdom (Ma) |
| ------------------------------------ | --------------- | ------------- | ------------- |
| Krijt                                | Vroeg           | Berriasien    | Jonger        |
| Jura                                 | Boven (Malm)    | Tithonien     | 145,0–152,1   |
| Jura                                 | Boven (Malm)    | Kimmeridgien  | 152,1–157,3   |
| Jura                                 | Boven (Malm)    | Oxfordien     | 157,3–163,5   |
| Jura                                 | Midden (Dogger) | Callovien     | 163,5–166,1   |
| Jura                                 | Midden (Dogger) | Bathonien     | 166,1–168,3   |
| Jura                                 | Midden (Dogger) | Bajocien      | 168,3–170,3   |
| Jura                                 | Midden (Dogger) | Aalenien      | 170,3–174,1   |
| Jura                                 | Onder (Lias)    | Toarcien      | 174,1–182,7   |
| Jura                                 | Onder (Lias)    | Pliensbachien | 182,7–190,8   |
| Jura                                 | Onder (Lias)    | Sinemurien    | 190,8–199,3   |
| Jura                                 | Onder (Lias)    | Hettangien    | 199,3–201,3   |
| Trias                                | Boven           | Rhaetien      | Ouder         |
| Indeling van het Jura volgens de ICS |                 |               |               |

De Malm is een benaming van gesteentelagen in West-Europa die tot het bovenste deel van het Jura behoren. In oudere teksten wordt ook het tijdvak waarin deze lagen gevormd werden soms Malm genoemd. De Malm is ongeveer 160 tot 145 miljoen jaar oud (Ma). De Malm volgt op de Dogger en wordt gevolgd door de eerste gesteenten van het Krijt, die Onder-Krijt genoemd worden. De Malm is verdeeld over de etages Tithonien, Kimmeridgien en Oxfordien.

## Naamgeving en beschrijving
De naam Malm is afgeleid van het oud-Engelse malm ("bodem die kalk, zand en klei bevat"), wat weer afgeleid is van het Gotische woord malma ("zand"). De naam werd oorspronkelijk aan de Laat-Jurassische kalksteen in de buurt van Oxford gegeven en wordt in een groot gedeelte van Noord-Europa, waaronder Nederland en België, gebruikt.
In Engeland vormen gesteenten uit de Malm de kalksteen-kliffen van de Jurassic Coast. In Zuid-Duitsland (vooral in de Zwabische Jura en de Frankische Jura) worden gesteenten uit het Boven-Jura de Weißjura (witte Jura) genoemd, een lithostratigrafische groep. De Weißjura bestaat uit kalksteen en kalkmergel en is bekend vanwege de Solnhofener kalksteen, waarin veel fossielen zijn gevonden, onder andere de Archaeopteryx. In Noord-Duitsland valt de Boven-Jura onder een nog onbenoemde groep. Ook in de Jura (tussen Frankrijk en Zwitserland) en aan de rand van het Bekken van Parijs komt de Malm aan het oppervlak, als dikke pakketten kalksteen en mergel.